# 펠턴 페리
펠턴 페리(Felton Perry, 1945년 9월 11일 ~ )는 미국의 배우이다.
시카고에서 태어났다.

## 출연 작품
- 스위퍼 (1996년)
- 다크 브리드 (1996년)
- 덤 앤 더머 (1994년) - 데일 형사 역
- 리렌트리스 3 (1993년)
- 조종자 4 (1993년)
- 지옥의 링 (1993년)
- 로보캅 3 (1993년)
- 플레이볼 (1991년)
- 거리의 딸 (1990, Daughter of the Streets)
- 로보캅 2 (1990년) - 도널드 존슨 역
- 천사의 키스 (1989년)
- 잡초 (1987년)
- 로보캅 (1987년) - 존슨 역
- 비버리 힐의 낮과 밤 (1986년)
- 골치 아픈 개 블루스 (1978년)
- 타워링 (1974년) - 스콧 역
- 워킹 톨 (1973년)
- 더티 해리 2 - 이것이 법이다 (1973년) - 형사, 얼리 스미스 역
- 야간 간호원 (1972년) - 주디 역
- 미디엄 쿨 (1969년)

### 텔레비전
- 아이언사이드 (1969-73)
- 제12순찰대 (1971-72)
- 특명수사관 오하라 (1971-72)
- L.A. 로 (1986-90)
- 웨스트 윙 (2000-02)